# Молодёжная субкультура

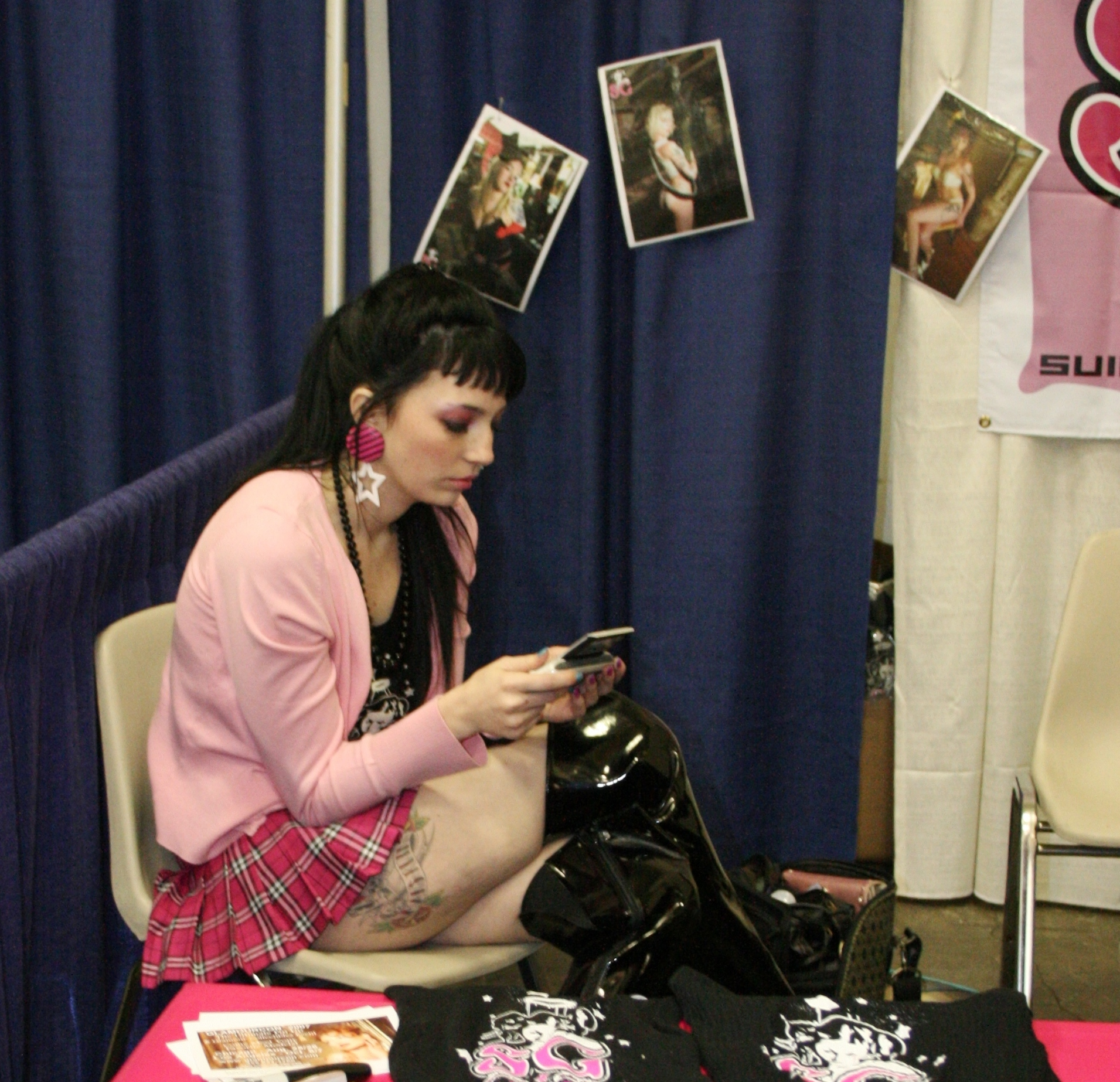
Представительница молодёжной субкультуры эмо

Молодежная субкультура — субкультура, основанная на молодежи и отличающаяся от других стилем, поведением и интересами. Молодежные субкультуры предлагают участникам идентичность, отличную от той, которую им приписывают социальные институты, такие как семья, работа, дом и школа. Молодежные субкультуры, демонстрирующие систематическую враждебность по отношению к доминирующей культуре, иногда называют контркультурами.
Молодежные музыкальные жанры связаны со многими молодежными субкультурами, такими как хип-хоп, панк, эмо, готы, рейверы, металлисты и другие.
Социально-экономический класс, пол, интеллект, конформизм, мораль и этническая принадлежность могут иметь важное значение в отношении молодежных субкультур. Молодежные субкультуры можно определить как системы, способы самовыражения или стили жизни, разработанные группами, занимающими подчиненное структурное положение, в ответ на доминирующие системы.

## История
Впервые научно субкультуры начали исследовать в 1920-х годах в США. Ученые заинтересовались группами гангстеров в Чикаго: они пытались понять, почему молодые люди из разных этнических групп отвергали общепринятые ценности и становились приверженцами противоположных идей. Позже другие социологи дополнили субкультурную теорию, перенеся свое внимание не только на преступные группировки, но и на другие сообщества с нетрадиционными интересами и убеждениями.
Молодёжные субкультуры в их современном виде возникли в середине XX века, вскоре после окончания Второй Мировой войны. Их появление было обусловлено развитием западной цивилизации, в частности увеличением длительности социализации перед вступлением во взрослую жизнь.

## Теории
Ранние исследования молодежной культуры проводились в основном социологами-функционалистами и фокусировались на молодежи как на отдельной форме культуры. Объясняя развитие культуры, они использовали концепцию аномии. Обобщения, заложенные в этой теории, игнорируют существование субкультур.
Теоретик интеракционизма Стэн Коэн утверждает, что молодежные субкультуры не являются целостными социальными группами, которые возникают спонтанно как реакция на социальные вещи, но что навешивание ярлыков средствами массовой информации приводит к созданию молодежных субкультур, навязывая идеологические рамки, в которых люди могут определять свое поведение. Эта теория учитывает такие факторы, как пол, этническая принадлежность и возраст. Молодежь можно рассматривать как подчиненную группу по отношению к доминирующему, взрослому обществу.
Исторический теоретик Стивен Минц утверждает, что примерно до 1955 года молодежной субкультуры как таковой не существовало. 
Марсель Данези утверждает, что средства массовой информации, рекламодатели и другие люди сделали молодежную культуру доминирующей в западных обществах, до такой степени, что многие люди сохраняют то, что другие считают незрелыми установками, далеко во взрослом возрасте. Однако другие историки говорят, что молодежная культура могла развиться раньше, особенно в межвоенный период. В этот период были примеры появления новых молодежных субкультур, таких как флэпперы.

## Виды и стиль
Молодежные субкультуры разнообразны и могут проявляться в различных формах, стилях и ценностях. Они формируются под воздействием социокультурных факторов, музыки, моды, технологий и общественных изменений. В молодёжных субкультурах существуют модели поведения, стили одежды, музыкальные предпочтения, сленг, специфические ценности и их символическое выражение, характерные для групп молодых людей